# Papa Charlie McCoy
Pour l’article homonyme, voir Charlie McCoy.
Papa Charlie McCoy est un musicien de blues né le 26 mai 1909 et mort le 26 juillet 1950.

## Biographie
Charles McCoy naît le 26 mai 1909 à Jackson dans l'État du Mississippi. Très tôt intéressé par la musique, il apprend seul à jouer de la guitare. Dans les années 1920, il commence à jouer pour des fêtes ou dans la rue ; il accompagne d'autres artistes comme  Rubin Lacy, Son Spand, Walter Vinson, Tommy Johnson ou Ishman Bracey. Il part ensuite pour Chicago où il accompagne Johnny Temple lors de concerts donnés dans des fêtes locales. En 1928, il retrouve Ishman Bracey qu'il accompagne lors des enregistrements de celui-ci pour le label Victor à Memphis. Il commence ainsi une carrière de musicien de studio qui lui permet d'accompagner Alec Johnson à Atlanta pour Columbia, Bo Chatmon pour le label Brunswick à la Nouvelle-Orléans et en 1929 avec le groupe de ce dernier, les Mississippi Hot Footers à Memphis et à Atlanta en 1929 et 1930 cette fois pour le label OKeh, etc. Ces années d'avant-guerre sont une période faste pour lui et il accompagne de très nombreux musiciens dont Big Bill Broonzy. Il enregistre aussi quelques titres sous son nom en 1936 pour le label Bluebird. Son activité se ralentit dans les années 1940 bien qu'il enregistre en 1946 avec son frère Joe McCoy, lui aussi bluesman. Atteint d'une maladie neurologique, il finit sa vie dans un hôpital, à Chicago, où il meurt le 26 juillet 1950.

## Critiques
Tony Russell dans le magazine Jazz & Blues explique qu'« il fut l'un des plus prolifiques accompagnateurs dans l'histoire du blues »,.